# 世界科幻公园 (成都)
世界科幻公园是中华人民共和国四川省成都市郫都区的一个主题公园，占地面积1314亩。2023年10月投入使用。

## 成都科学馆
又名成都科幻馆。占地面积约92000平方米，总建筑面积5.96万平方米，呈细胞造型。内设剧场、主题展区及博物馆，其中剧场可容纳3500人。2023年10月18日至22日，第81届世界科幻大会在成都科学馆举行。

## 交通
- 有轨电车蓉2号线大禹东路站。